# Мемориальный дом-музей академика А. А. Ухтомского
Мемориальный Дом-музей академика А. А. Ухтомского ― отдел Рыбинского историко-архитектурного и художественного музея-заповедника. Открыт 20 сентября 1990 года в доме на бывшей Выгонной улице Рыбинска, где прошли детские и отроческие годы учёного.

## История
Идея создания дома-музея А. А. Ухтомского в городе Рыбинске родилась ещё в 1950-е годы, когда в Рыбинский историко-художественный музей поступили материалы от ученика Ухтомского А. В. Мацкевича и друга семьи Ухтомских А. В. Берзиной. В последующие годы коллекция существенно пополнилась интересными экспонатами и материалами, полученными от Е. А. Макаровой, которая состояла в дружеской переписке с Алексеем Алексеевичем; Г. Г. Харченко — дочери А. В. Берзиной; Н. В. Макаровой — внучки Б. Н. Мелентьева, друга юности Ухтомского; В. В. Мелентьева — дальнего родственника А. А. Ухтомского; от учеников А.А Ухтомского — Ф. П. Некрылова и В. Л. Балакшиной.
Большой вклад в создание музея внесли сотрудники Физиологического научно-исследовательского института имени академика А. А. Ухтомского при Санкт-Петербургском государственном университете — профессор А. С. Батуев (научный консультант дома-музея) и научный сотрудник Л. В. Соколова; сотрудники Рыбинского историко-архитектурного и художественного музея-заповедника, энтузиасты города, активные пропагандисты наследия Ухтомского Л. Р. Варущенко, Л. М. Марасинова, Н. В. Суслов, С. М. Бадаев и многие другие.
Реставрацию и реконструкцию мемориального дома-музея академика А. А. Ухтомского производила группа энтузиастов в составе Кузнецова В.А, Матюхинского С. М., Макарова И. П., Новикова В. М., Субботина С. А., Глазунова А. М., Косарева А. А.. Додонова В. В., Козырева Л. Б. на средства производственного объединения «Полиграфмаш».

## Экспозиция
Экспозиция дома-музея знакомит посетителей с историей старинного рода князей Ухтомских и одним из выдающихся его представителей ― российским физиологом, академиком АН СССР А. А. Ухтомским (1875―1942).
В музее представлены основные научные труды, а также социальные и религиозные воззрения учёного. Особое внимание уделено его учению о доминанте, предвосхитившей открытие гуманистической психологии.
В одном из залов музея по воспоминаниям А. А. Ухтомского о детстве воссоздан интерьер гостиной комнаты, в другом зале ― рабочий кабинет учёного в Научно-исследовательском физиологическом институте в Ленинграде. Особенно интересно собрание книг из личной библиотеки А. А. Ухтомского ― многие тома имеют рукописные пометы учёного по поводу излагаемых в них идей или взглядов.
Дом-музей является научно-методическим центром по освоению и внедрению социально-нравственных идей А. А. Ухтомского в программы учебных заведений города Рыбинска.

## Экспонаты

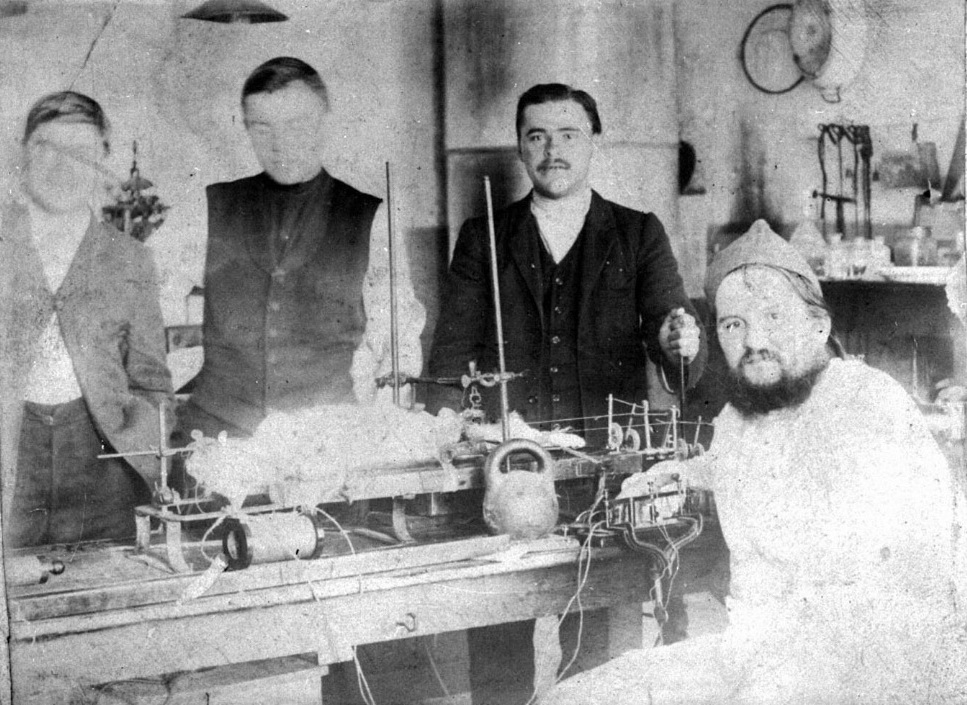
А. А. Ухтомский в физиологической лаборатории Санкт-Петербургского университета. 1909.
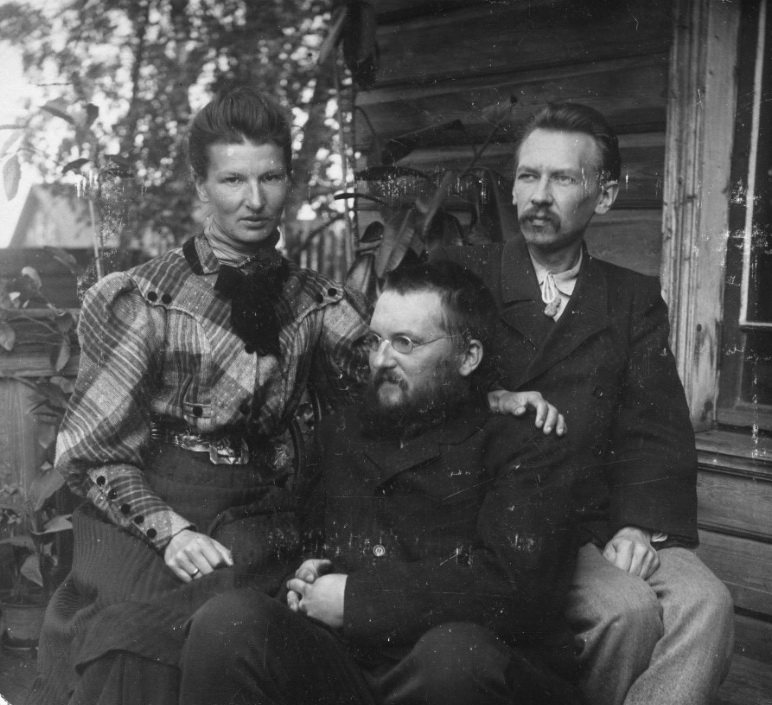
А. А. Ухтомский (в центре) с сестрой Елизаветой и ей мужем А. Переславцевым. 1900-е.
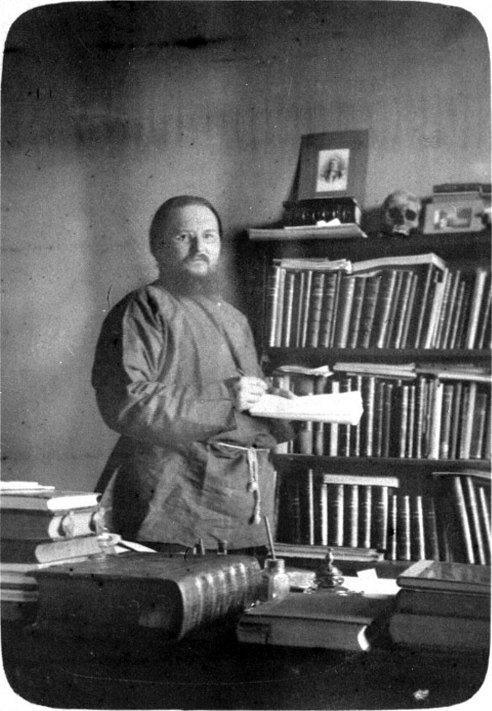
А. А. Ухтомский в своём рыбинском доме в ходе работы над магистерской диссертацией. 1910.